# Billboardlistans förstaplaceringar 2007
Detta är en lista över 2007 års förstaplaceringar på Billboard Hot 100. 

## Listhistorik
| Datum        | Låt                             | Artist                                                |
| 6 januari    | Irreplaceable                   | Beyoncé                                               |
| 13 januari   | Irreplaceable                   | Beyoncé                                               |
| 20 januari   | Irreplaceable                   | Beyoncé                                               |
| 27 januari   | Irreplaceable                   | Beyoncé                                               |
| 3 februari   | Irreplaceable                   | Beyoncé                                               |
| 10 februari  | Irreplaceable                   | Beyoncé                                               |
| 17 februari  | Irreplaceable                   | Beyoncé                                               |
| 24 februari  | Say It Right                    | Nelly Furtado                                         |
| 3 mars       | What Goes Around...Comes Around | Justin Timberlake                                     |
| 10 mars      | This Is Why I'm Hot             | MIMS                                                  |
| 17 mars      | This Is Why I'm Hot             | MIMS                                                  |
| 24 mars      | Glamorous                       | Fergie featuring Ludacris                             |
| 31 mars      | Glamorous                       | Fergie featuring Ludacris                             |
| 7 april      | Don't Matter                    | Akon                                                  |
| 14 april     | Don't Matter                    | Akon                                                  |
| 21 april     | Give It to Me                   | Timbaland featuring Nelly Furtado & Justin Timberlake |
| 5 maj        | Girlfriend                      | Avril Lavigne                                         |
| 12 maj       | Makes Me Wonder                 | Maroon 5                                              |
| 19 maj       | Makes Me Wonder                 | Maroon 5                                              |
| 26 maj       | Buy U a Drank (Shawty Snappin') | T-Pain featuring Yung Joc                             |
| 2 juni       | "Makes Me Wonder"               | Maroon 5                                              |
| 9 juni       | "Umbrella"                      | Rihanna featuring Jay-Z                               |
| 16 juni      | "Umbrella"                      | Rihanna featuring Jay-Z                               |
| 23 juni      | "Umbrella"                      | Rihanna featuring Jay-Z                               |
| 30 juni      | "Umbrella"                      | Rihanna featuring Jay-Z                               |
| 7 juli       | "Umbrella"                      | Rihanna featuring Jay-Z                               |
| 14 juli      | "Umbrella"                      | Rihanna featuring Jay-Z                               |
| 21 juli      | "Umbrella"                      | Rihanna featuring Jay-Z                               |
| 28 juli      | "Hey There Delilah"             | Plain White T's                                       |
| 4 augusti    | "Hey There Delilah"             | Plain White T's                                       |
| 11 augusti   | "Beautiful Girls"               | Sean Kingston                                         |
| 18 augusti   | "Beautiful Girls"               | Sean Kingston                                         |
| 25 augusti   | "Beautiful Girls"               | Sean Kingston                                         |
| 1 september  | "Beautiful Girls"               | Sean Kingston                                         |
| 8 september  | "Big Girls Don't Cry"           | Fergie                                                |
| 15 september | "Crank That (Soulja Boy)"       | Soulja Boy                                            |
| 22 september | "Crank That (Soulja Boy)"       | Soulja Boy                                            |
| 29 september | "Stronger"                      | Kanye West                                            |
| 6 oktober    | "Crank That (Soulja Boy)"       | Soulja Boy                                            |
| 13 oktober   | "Crank That (Soulja Boy)"       | Soulja Boy                                            |
| 20 oktober   | "Crank That (Soulja Boy)"       | Soulja Boy                                            |
| 27 oktober   | Sorry, Blame It On Me           | Akon                                                  |
| 3 november   | "Crank That (Soulja Boy)"       | Soulja Boy                                            |
| 10 november  | "Kiss Kiss"                     | Chris Brown featuring T-Pain                          |
| 17 november  | "Kiss Kiss"                     | Chris Brown featuring T-Pain                          |
| 24 november  | "Kiss Kiss"                     | Chris Brown featuring T-Pain                          |
| 1 december   | "No One"                        | Alicia Keys                                           |
| 8 december   | "No One"                        | Alicia Keys                                           |
| 15 december  | "No One"                        | Alicia Keys                                           |
| 22 december  | "No One"                        | Alicia Keys                                           |
| 29 december  | "No One"                        | Alicia Keys                                           |